# Paul Lanneau
Paul Lanneau (Anderlecht, 22 juli 1925 — Brussel, 26 januari 2017) was een Belgisch geestelijke en een bisschop van de Rooms-Katholieke Kerk.
Lanneau werd op 24 juli 1949 priester gewijd. Op 14 februari 1982 werd hij benoemd tot hulpbisschop van Mechelen-Brussel en tot titulair bisschop van Tusuros. Zijn bisschopswijding vond plaats op 20 maart 1982 door kardinaal Danneels. Hij was verantwoordelijk voor het Franstalige pastoraat in de hoofdstad.
Lanneau ging op 20 maart 2002 met emeritaat.
Lanneau overleed te Brussel in huize Sint-Monika op 91-jarige leeftijd.